# Begej
Begej (srbsko Бегеј/Begej, romunsko in nemško Bega, madžarsko Béga) je 254 km dolga reka, ki teče po ozemlju Romunije in Srbije, nakar se izlije v Tiso.
Porečje zajema 2.878 km².